# Phorbas posidoni
Phorbas posidoni är en svampdjursart som beskrevs av Voultsiadou-Koukoura och van Soest 1991. Phorbas posidoni ingår i släktet Phorbas och familjen Hymedesmiidae. Inga underarter finns listade i Catalogue of Life.